# Sabrina Valderrama
Sabrina Valderrama es una deportista puertorriqueña que compite en taekwondo. Ganó una medalla de bronce en el Campeonato Panamericano de Taekwondo de 2018, en la categoría de –46 kg.

## Palmarés internacional
| Campeonato Panamericano | Campeonato Panamericano  | Campeonato Panamericano | Campeonato Panamericano |
| Año                     | Lugar                    | Medalla                 | Categoría               |
| ----------------------- | ------------------------ | ----------------------- | ----------------------- |
| 2018                    | Spokane (Estados Unidos) | Medalla de bronce       | –46 kg                  |